# Expedito José de Sá Parente
Expedito José de Sá Parente (Fortaleza, 20 de octubre de 1940 – Fortaleza, 13 de septiembre de 2011) fue un ingeniero químico brasileño, que registró la primera patente de biodiésel.
Parente egresó de la Escuela Nacional de Química de la entonces Universidad de Brasil (actualmente Universidad Federal de Río de Janeiro), en el año de 1965. Al año siguiente obtuvo la maestría en Ciencias de la Ingeniería Química en la misma institución. También tomó cursos de especialización en tecnología de aceites vegetales y en ingeniería de aceites vegetales en el Instituto de Aceites del Ministerio de Agricultura de Brasil, y en tecnología de cueros en la Escuela Francesa de Curtido en Lyon, Francia.
A partir de 1967 Expedito Parente fue profesor asistente en la Universidad Federal de Ceará (UFC), en Fortaleza, y ascendió a la posición de profesor adjunto en 1975. Fue en la UFC, a finales de la década de 1970, que Parente desarrolló el método de producción de biodiésel que sometería al Instituto Nacional de la Propiedad Industrial de Brasil en 1980.
En 1983 le fue concedida la patente PI – 8007957 (Proceso de Producción de Combustibles a partir de Frutos o Semillas Oleaginosas). Esta fue la primera patente del mundo de un proceso de producción a escala industrial de biodiésel. Sin embargo, debido al desinterés del gobierno brasileño de la época (en parte por el interés en usar el alcohol como combustible) el proceso desarrollado por Parente nunca fue utilizado, y finalmente venció el período de vigencia de la patente y esta pasó al dominio público.
En 1999 fundó la empresa Tecbio, que desarrolla biocombustibles para empresas como Boeing y produce más del 70 % del biodiésel de Brasil.